# Små och stora brott
Små och stora brott (originaltitel: Crimes and Misdemeanors) är en amerikansk existentiell dramakomedifilm från 1989, skriven och regisserad av Woody Allen.
Filmen är enligt många en av Woody Allens ambitiösaste produktioner då den är en typisk Woody Allen-film med huvudpersonens neuroser och förekomsten av absurda situationer, samtidigt som den är vemodig, spännande och sorglig. Allt vackert förpackat i den för Allen-filmerna typiska New York-miljön. Filmen är i många stycken uppbyggd som illustration av moralfilosofins viktigaste problem, framför allt konflikten mellan pliktetik och konsekventialism. Filmens fotograf var svenske Sven Nykvist.

## Handling
Filmen skildras i två separata historier, till synes oberoende av varandra. Den ena om Cliff Stern (Woody Allen), en hårt kämpande och konstnärligt idealistisk dokumentärfilmare, som på nåder får möjligheten att göra en film om sin odräglige svåger, Lester (Alan Alda), som är chef för ett TV-bolag. Den andra handlar om Judah Rosenthal (Martin Landau), en framstående ögonläkare, som plötsligt inser att kvinnan han har en affär med kan ödelägga hela hans liv om hon träder fram, och att han måste ta till extrema åtgärder för att stoppa det.

## Medverkande
| Martin Landau   | – Judah Rosenthal  |
| Woody Allen     | – Cliff Stern      |
| Mia Farrow      | – Halley Reed      |
| Anjelica Huston | – Dolores Paley    |
| Alan Alda       | – Lester           |
| Jerry Orbach    | – Jack Rosenthal   |
| Joanna Gleeson  | – Wendy Stern      |
| Claire Bloom    | – Miriam Rosenthal |
| Sam Waterston   | – Ben              |
| Caroline Aaron  | – Barbara          |
| Victor Argo     | – Police Detective |

## Priser och nomineringar
Martin Landau blev nominerad till en Oscar för rollen som den plågade ögonläkaren Judah.